# RSA Security
RSA Security Inc. ist eine auf IT-Sicherheit spezialisierte Tochtergesellschaft der Symphony Technology Group mit Sitz in Bedford im US-amerikanischen Bundesstaat Massachusetts und weiteren Hauptsitzen für weltweiten Vertrieb in Berkshire/England (EMEA) und Singapur (APAC).
RSA organisiert die RSA Conference, eine jährliche Veranstaltung zum Thema IT-Sicherheit. Die bekanntesten Produkte des Unternehmens sind die Kryptografie-Programmbibliothek RSA BSafe und das Authentifizierungssystem SecurID.
Das Unternehmen wurde nach seinen drei Gründern Ronald L. Rivest, Adi Shamir und Leonard Adleman benannt, die auch den Algorithmus erfanden, der dem RSA-Kryptosystem zugrunde liegt.

## Geschichte
Rivest, Shamir und Adleman gründeten RSA Security Inc. 1982 als RSA Data Security. Im April 1996 erwarb das Unternehmen Security Dynamics Technologies Inc. für 251 Millionen USD die Firma RSA Data Security von seinen drei Gründern. 1999 veröffentlichten die beiden Unternehmen erstmals eine gemeinsame Produktlinie namens Keon und Security Dynamics benannte sich um in RSA Securities Inc.
Mitte 2006 wurde bekannt, dass die EMC Corporation RSA Security für 2,1 Milliarden US-Dollar übernehmen würde. Diese Übernahme wurde im September 2006 abgeschlossen. Durch die Übernahmen von EMC durch Dell Technologies im Jahr 2016 gehört RSA Security nun zu diesem Unternehmen. Im Februar 2020 kündigte Dell an, RSA für 2,08 Milliarden US-Dollar an die US-amerikanische Symphony Technology Group verkaufen zu wollen. Die Übernahme wurde im September 2020 abgeschlossen.
RSA Security gehört zu den ersten Hauptmitgliedern der FIDO-Allianz, die den Industriestandard Universal Second Factor (U2F) für eine allgemein anwendbare Zwei-Faktor-Authentifizierung entwickelt hat.

## Schwachstellen in Sicherheitsprodukten
Am 20. Dezember 2013 gab Reuters aufgrund der Erkenntnisse aus den Snowden-Dokumenten bekannt, dass die RSA Security Inc. 10 Millionen Dollar von der US-amerikanischen National Security Agency für die Einrichtung einer Krypto-Backdoor entgegengenommen habe. Schon vorher hatte die NSA beim National Institute of Standards and Technology (NIST) dahingehend Einfluss genommen, dass der nachher von RSA implementierte umstrittene Zufallszahlengenerator zum Standard für Kryptoanwendungen erklärt wurde (Dual-EC-DRBG-Standard). Neben diesem Zufallsgenerator wurde eine Erweiterung für Webseiten namens Extended Random von der RSA Security Inc. implementiert, mit deren Hilfe das Brechen des Zufallsgenerators noch wesentlich beschleunigt werden kann.